# Laportea cuneata
Laportea cuneata är en nässelväxtart som först beskrevs av Achille Richard, och fick sitt nu gällande namn av Chew. Laportea cuneata ingår i släktet Laportea och familjen nässelväxter. Inga underarter finns listade i Catalogue of Life.